# Robin Frijns
Robin Christiaan Maria Frijns (Maastricht, 7 de agosto de 1991) é um automobilista neerlandês que atualmente compete no Campeonato Mundial de Endurance da FIA com a Team WRT, sendo também piloto de fábrica da BMW. Recentemente, competiu na Fórmula E pela equipe Envision Racing. Ele estreou na categoria em 2015–16 pela Andretti, tendo uma rápida passagem pela ABT CUPRA em 2022–23.  Foi campeão do Mundial de Endurance da FIA de 2021 pela classe LMP2, da Blancpain GT Series em 2015, Blancpain GT Series Sprint Cup em 2017, da Formula Renault 3.5 Series em 2012 e da Fórmula BMW Europeia em 2010.

## Biografia
Robin Christiaan Maria Frijns nasceu em 7 de agosto de 1991 em Maastricht, a capital de Limburgo, província dos Países Baixos. Mas desde então se mudou com sua família para Warsage, na Bélgica. Ele também tem um sobrinho que não é muito mais velho que ele, que chegou a pilotar para a Porsche. No entanto, longe das pistas, seus hobbies incluem snowboard, golfe e treinamento físico. Sua pista favorita é Spa-Francorchamps e seu piloto favorito é o tricampeão de Fórmula 1 Ayrton Senna.
Em 2015, Frijns estava namorando a piloto Stéphane Kox, filha do também piloto Peter Kox. Em 2022, Frijns passou a morar com sua namorada Maike Frik no distrito de Heugem, em Maastricht. Ela também administra a Frijns Unlimited, a empresa de automóveis de Frijns, especializada em restaurar carros de luxo.

## Carreira

### Anos iniciais
Frijns teve sua primeira experiência em um kart através de um amigo da família. Depois de viajar para algumas corridas, o neerlandês decidiu competir profissionalmente. Ele ganhou um quadriciclo para brincar no jardim, o que lhe rendeu broncas de sua mãe, que não queria que ele estragasse o jardim, mas isso o ajudou a aprimorar suas habilidades.
Ele começou a competir em 1999 no kart. Seus sucessos incluem o Campeonato VAS, o Campeonato Belga da Classe Kadet, o Campeonato Francês, o Campeonato Europeu KF2 e o segundo lugar nos campeonatos Francês e Belga.
Ele progrediu nas categorias de monopostos em 2009, competindo na Fórmula BMW Europeia pela Josef Kaufmann Racing, sendo terceiro colocado e campeão dentre os estreantes.
Em seu segundo ano de F-BMW Europeia, Frijns foi campeão, com 13 pódios em 16 corridas, incluindo seis vitórias, e nas 15 provas que completou, seu pior resultado foi um par de quartos lugares. Frijns somou 383 pontos, onze a mais do que o vice-campeão Jack Harvey.

### Fórmula Renault
Frijns se inseriu na Fórmula Renault em 2010, fazendo algumas provas na Copa da Europa do Norte. Pilotando pela Josef Kaufmann Racing mais uma vez, Frijns terminou em segundo na primeira corrida, em quinto na segunda corrida e venceu a terceira.

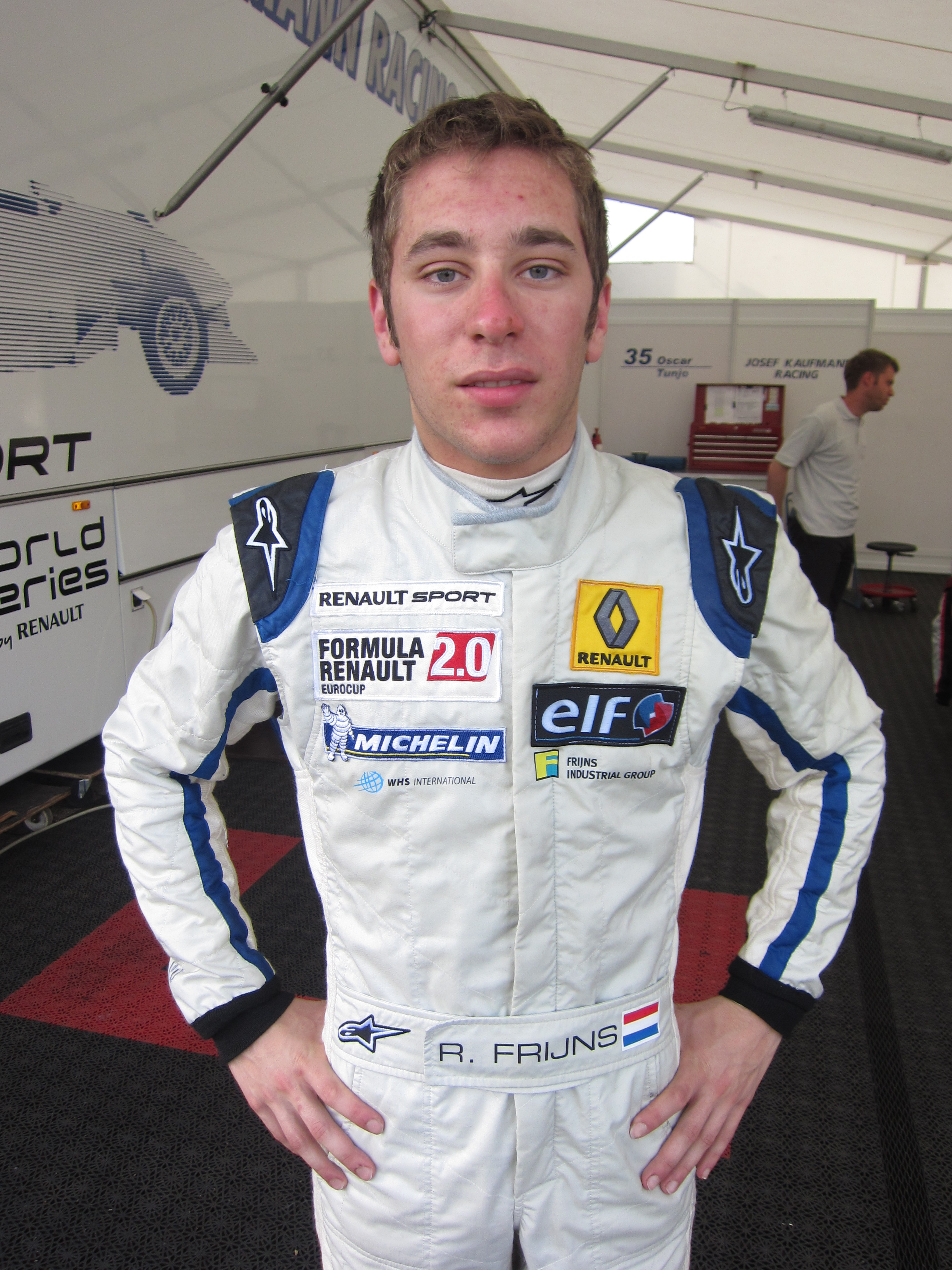
Robin Frijns em 2011

Fez a temporada completa da Eurocopa de Fórmula Renault 2.0 em 2011 pela mesma Josef Kaufmann Racing, Ele ganhou o título em sua primeira tentativa, vencendo cinco corridas ao longo da temporada - incluindo as duas corridas em Silverstone - e terminando quarenta e cinco pontos à frente de seu rival mais próximo, Carlos Sainz Jr.
Frijns também competiu na Copa Norte-Europeia, terminando a temporada em quarto lugar geral, apesar de perder as etapas de Oschersleben, Most e Monza. Ao longo da temporada, ele venceu uma corrida e terminou no pódio sete vezes.
Em 2012, ele foi campeão da Formula Renault 3.5 Series, e foi o primeiro piloto a conseguir esse feito em seu ano de estreia desde Robert Kubica em 2005. Mas seu triunfo veio com uma controversa colisão com Jules Bianchi, seu rival pelo título, na corrida final em Barcelona. Apesar de Frijns ter sido punido, Bianchi não pontuou e o outro rival mais próximo, Sam Bird, não conseguiu pontos suficientes para tirar o título de Frijns. O neerlandês ainda teve que lidar com as acusações de Bianchi de que a colisão foi proposital, algo que Frijns negou.

### GP2 Series

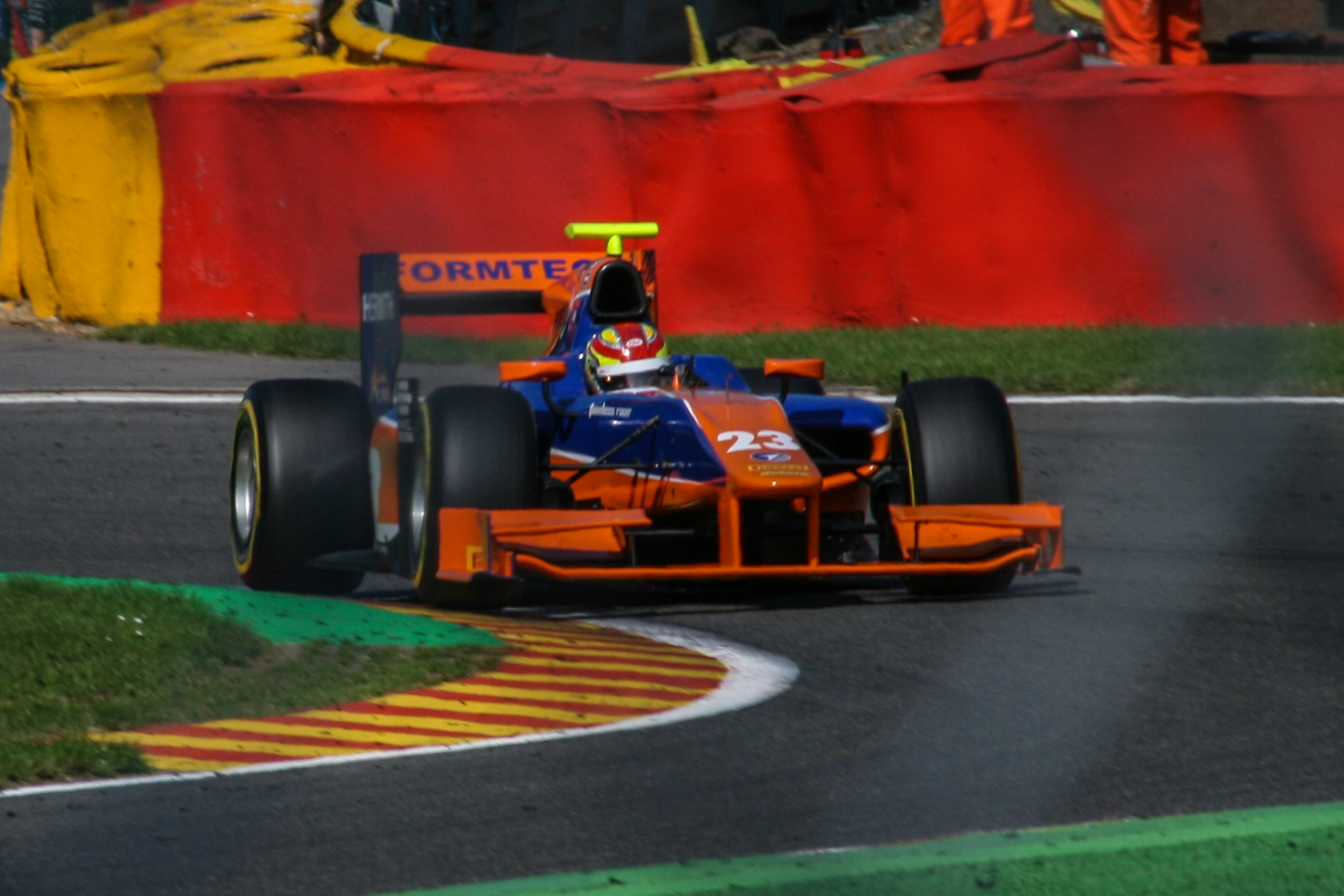
Frijns durante a classificação da etapa belga da GP2 de 2013

Em 2013, Frijins competiu em seis das onze rodadas da GP2 Series pela equipe Hilmer Motorsport, substituindo Conor Daly no carro 22. O neerlandês pontuou em quatro provas, tendo destaque na rodada da Catalunha, em que ele venceu a corrida longa e foi o segundo colocado na corrida curta. Esses foram seus únicos pódios na categoria, e Frijns não conseguiu angariar patrocinadores, por isso foi substituído por Adrian Quaife-Hobbs na sétima rodada. Ele retornou em Spa-Francorchamps, substituindo Jon Lancaster no carro 23. Ao final da temporada, Frijns somou 47 pontos e foi o décimo quinto colocado.

### Fórmula 1
Frijns foi o piloto reserva da equipe Sauber para a temporada de 2013 da Fórmula 1. Mais tarde, ele se juntou à Caterham como piloto de testes em 2014. Participou dos treinos livres dos Grandes Prêmios do Barém e da Grã-Bretanha, mas acabou saindo da equipe ao final da temporada. Frijns, chegou a dizer que sonhava ser o primeiro neerlandês campeão da F1, disse em 2020 que "nunca se sentiu valorizado" pela categoria, afirmando que não foi promovido pela F1 ser um "mundo político demais".

### Blancpain GT Series
Competiu na Blancpain GT Series em 2015, conciliando a Sprint Cup e a Endurance Cup pela Team WRT. Seus melhores resultados foram em seu ano de estreia, em que ele obteve dois segundos lugares nas corridas de Monza e Silverstone, que também foram suas primeiras provas na Endurance Cup, e fechou o ano em sexto lugar, com 48 pontos. Já na Sprint Cup, Frijns correu ao lado de Laurens Vanthoor, obtendo uma sequência de quatro vitórias consecutivas em seu ano de estreia. Frijns foi vice-campeão, com 127 pontos, oito a menos do que a dupla da Bentley Team HTP, Vincent Abril e Maximilian Buhk, os campeões da temporada. Contudo, a soma dos resultados da Sprint Cup e da Endurance Cup que foram validados para a Blancpain GT Series lhe renderam o título nessa categoria, com Frijns somando 170 pontos, 12 a mais do que Buhk, o vice.

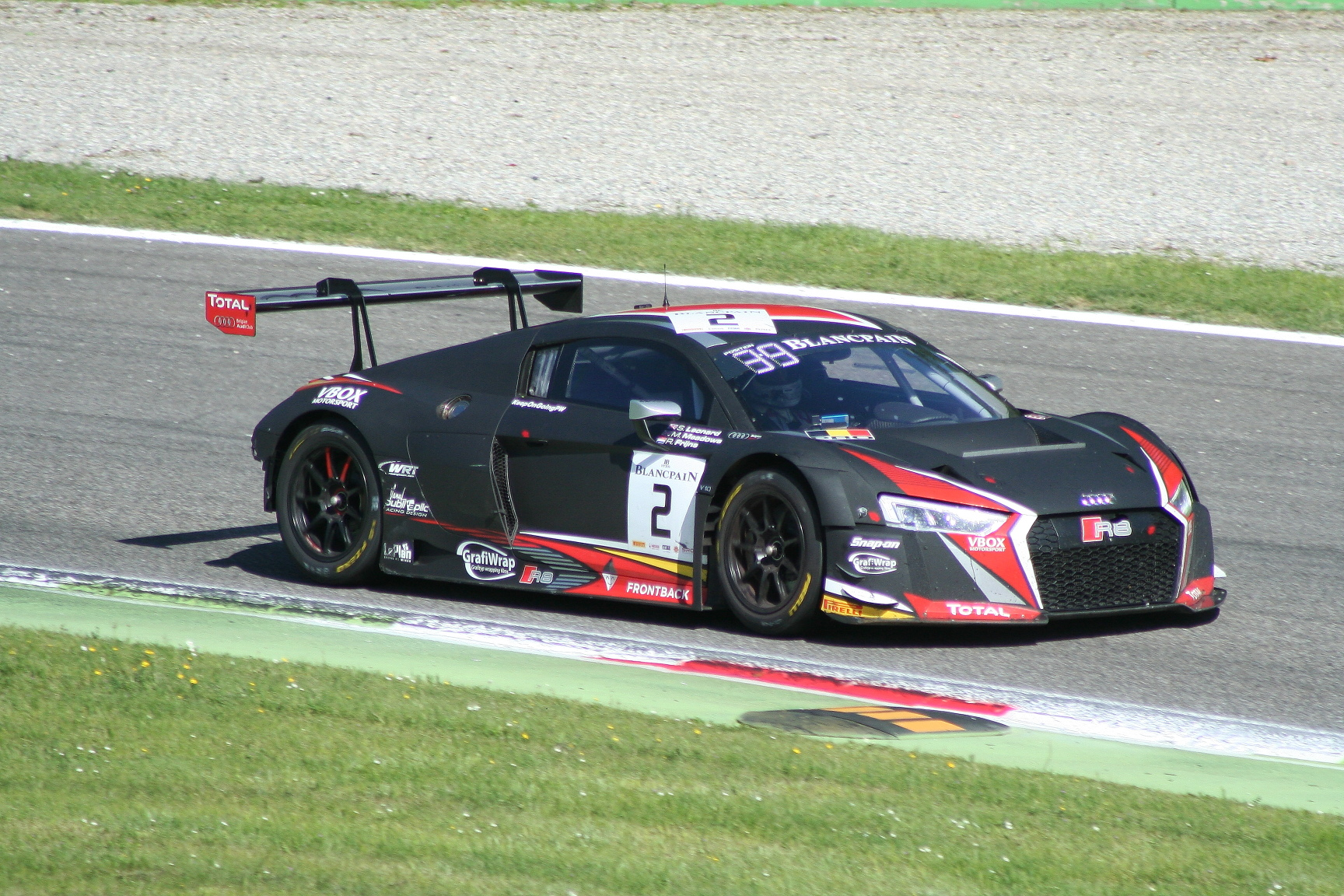
Carro de Frijns durante a rodada de Monza da Blancpain GT Series

Em 2016, Frijns não conseguiu repetir os mesmos resultados. Ele foi companheiro de Dries Vanthoor por três rodadas da Sprint Cup, mas sua única vitória do ano foi na corrida qualificatória da quinta rodada, em que ele correu com Enzo Ide, e eles ainda fizeram um pódio na prova principal. Frijns fechou o ano em décimo, com 33 pontos. Na Endurance Cup, ele só pontuou com o oitavo lugar em Nürburgring, e na classificação geral da Blancpain GT Series, ele foi só o 29º.
Em 2017, Frijns substituiu Jamie Green e correu ao lado de Stuart Leonard a partir da segunda rodada da Sprint Cup. O duo teve duas vitórias e mais dois pódios, com o neerlandês finalizando a temporada como campeão, com os mesmos 82 pontos de Leonard, já que o britânico não pontuou na primeira rodada. Já na Endurance Cup, o maior resultado de Frijns foi o segundo lugar na corrida de Catalunha de 2017, anotando também a volta mais rápida.
Em 2018, Frijns não fez todas as rodadas na Blancpain GT Series Sprint Cup, tampouco conseguiu vencer. Fechou o ano em 15º, com os mesmos 13 pontos de Norbert Siedler, que fez a temporada completa, mas ficou atrás por ter feito apenas um quinto lugar, enquanto Frijns fez dois e ainda anotou a volta mais rápida na corrida 1. Na Endurance Cup, seu melhor resultado foi o sexto lugar nas 6 Horas de Spa.
Em 2019, Frijns retornou à Endurance Cup, para fazer as três provas de Spa-Francorchamps, e pontuou em duas delas, com seu maior resultado sendo o oitavo lugar nas 12 Horas de Spa.

### DTM

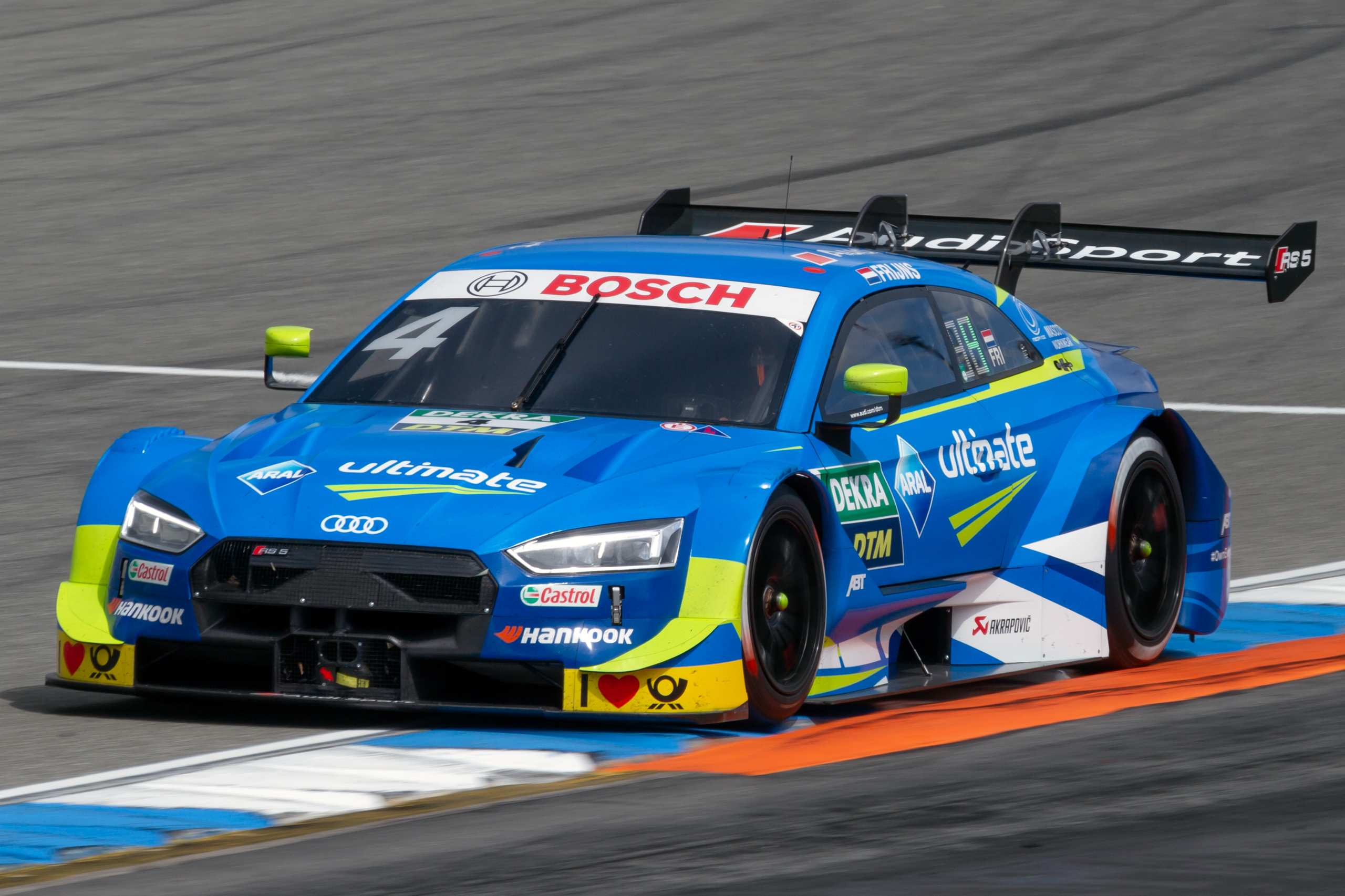
Frijns na DTM em 2019.

Frijns correu na DTM de 2018 a 2020 pela Audi Abt Sportsline. Em seu primeiro ano, conseguiu como melhores resultados dois segundo lugar em Misano e Hockenheim, sendo o 13º colocado com 84 pontos. Em 2019, Frijns teve mais cinco pódios, se classificando em quinto lugar, com 157 pontos. E em 2020, Frijns conseguiu triunfar na categoria, com a sua primeira vitória sendo em Assen e as outras duas em Nürburgring, com o neerlandês fazendo onze pódios em dezoito provas. Esses resultados o colocaram na terceira colocação do campeonato de pilotos, com 279 pontos que o deixaram distante do quarto colocado Mike Rockenfeller, mas longe da briga pelo título, que foi para René Rast.

### International GT Challenge
Frijns também participou de algumas provas da International GT Challenge entre 2016 e 2021. Na primeira, as 12 Horas de Sepang de 2016, ele obteve logo de cara uma vitória. O seu outro triunfo foi nas 12 Horas de Bathurst de 2018, que ele classificou como "o mais inesperado", e nesse mesmo ano, ele ainda fez um segundo lugar nas 8 Horas da Califórnia, com ele encerrando essa temporada em quinto, com 55 pontos. Frijns ainda faria mais duas participações nessa categoria em 2021, sendo quarto colocado 24 Horas de Spa e décimo nas 8 Horas de Indianápolis, fechando o ano em 12º lugar, com 16 pontos.

## Fórmula E

### Andretti

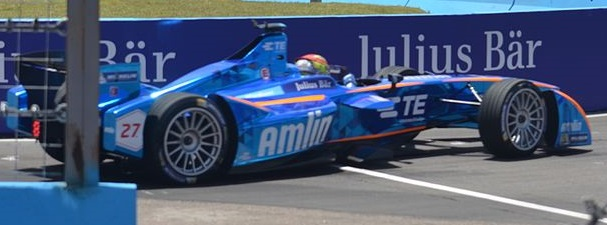
Frijns no ePrix de Punta del Este de 2015

Em 24 de agosto de 2015, foi anunciado que Frijns seria parceiro da ex-piloto de testes da Sauber Simona de Silvestro na equipe Andretti Formula E para a disputa da temporada de 2015–16 da Fórmula E. Ele ficou em décimo em sua primeira corrida e conquistou um pódio em Putrajaia. Frijns terminou com pontos nas duas corridas seguintes, tornando-se o primeiro estreante da Fórmula E a terminar suas primeiras quatro corridas entre os dez primeiros, sendo à época o primeiro novato a alcançar esse feito. Depois de quatro corridas, Frijns marcou todos os 21 pontos da Andretti, que terminou em 12º na classificação.
Ele permaneceu na equipe Andretti para a disputa da temporada de 2016-17 e fez parceria com António Félix da Costa. Pontuou em cinco das doze provas e teve dois sextos lugares como melhores resultados, sendo o 13º colocado, com 24 pontos, e somou mais que o dobro de pontos de Félix da Costa, o vigésimo colocado.
Frijns deixou a equipe e se afastou da categoria no verão de 2017, com sua vaga indo para Tom Blomqvist, embora Kamui Kobayashi tenha pilotado o carro 27 nas duas primeiras rodadas.

### Envision Virgin

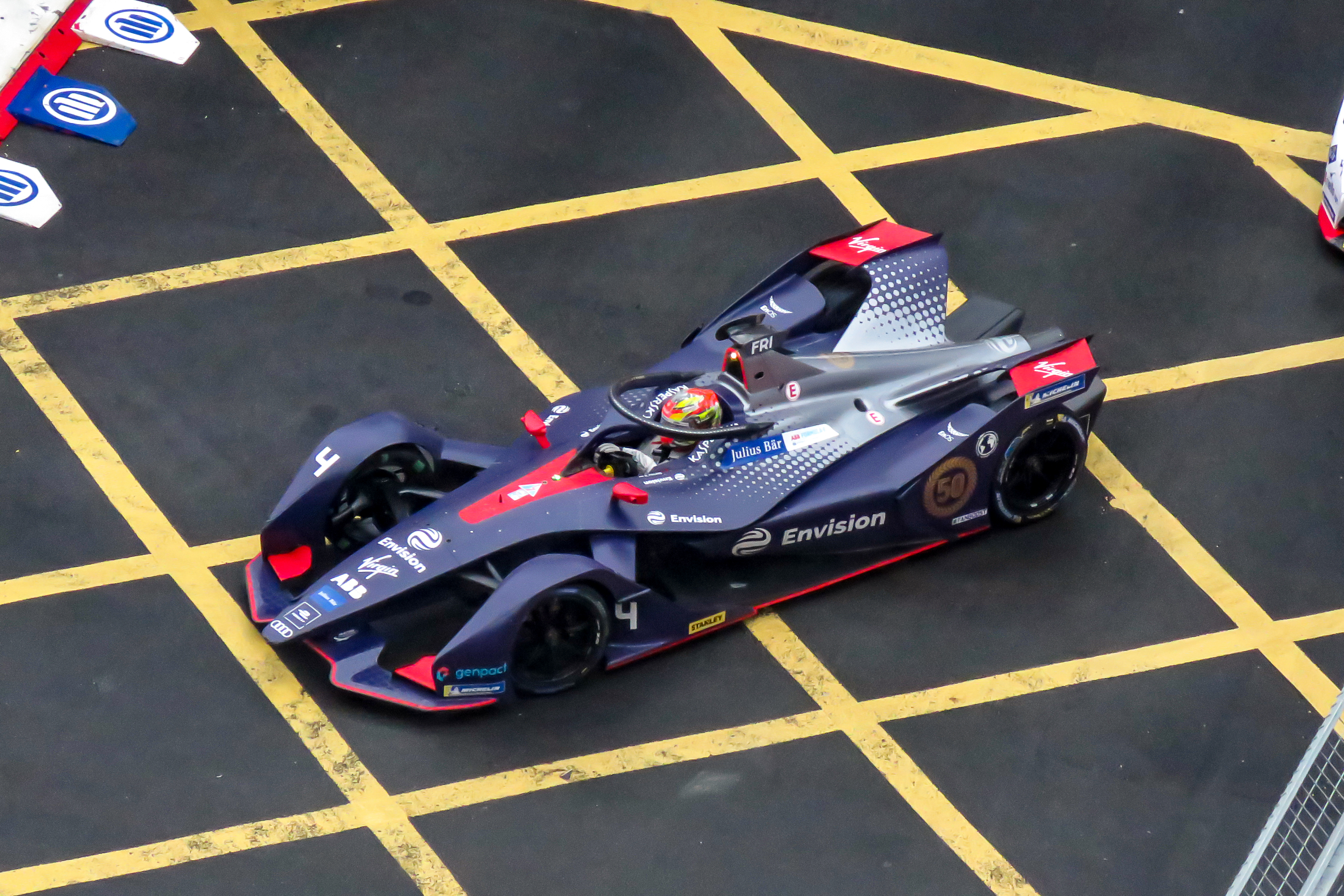
Frijns no ePrix de Hong Kong de 2019

Em 5 de outubro de 2018, foi anunciado o retorno de Frijns à categoria, com ele substituindo Alex Lynn na equipe Envision Virgin Racing (atual Envision Racing) para a disputa da temporada de 2018–19 ao lado de Sam Bird. Nesse ano, Frijns fez um segundo lugar no ePrix de Marraquexe, que foi seu melhor resultado até ele vencer em Paris. O neerlandês teve mais um pódio em Hong Kong, e venceu em Nova Iorque, na corrida que encerrou a temporada, se classificando em quarto no campeonato de pilotos, com 106 pontos, ficando cinco posições acima de Bird e somando 21 pontos a mais que ele.
Frijns permaneceu com a equipe para a disputa da temporada seguinte, sendo novamente companheiro de Bird. Ao contrário deste, que venceu a corrida 1 em Daria, Frijns não teve nenhuma vitória, conseguindo um par de segundos lugares como seus maiores êxitos. Com isso, Frijns foi o 12º, duas posições abaixo de Bird, e fez 58 pontos, dois a menos que seu compatriota Nyck de Vries.
2020–21 viu Frijns seguir na Envision, e ganhar a companhia do neozelandês Nick Cassidy. Frijns chegou a ser líder da temporada após pódios em Daria e Mônaco, mas ele caiu para o quinto lugar na classificação final, superando Cassidy por 13 pontos, porém, ficando a apenas 10 pontos do eventual campeão, seu compatriota Nyck de Vries da Mercedes-EQ.
Para 2021–22, ele seguiu na Envision pelo quarto ano seguido, e mais uma vez provou ser um desempenho consistente. Seus destaques incluíram pódios em Daria, Roma e Nova Iorque, lhe rendendo o sétimo lugar na tabela de pilotos. Com 126 pontos, o neerlandês teve um triplo empate com Jake Dennis e Lucas Di Grassi, mas ficou atrás de ambos por eles terem uma vitória cada, enquanto Frijns passou o ano sem vencer. Em compensação, Robin ficou quatro posições acima de Cassidy e fez quase o dobro de sua pontuação, mesmo com o neozelandês vencendo a corrida 1 em Nova Iorque. Assim, o neerlandês deixou a Envision, com sua vaga ficando para Sébastien Buemi.

### ABT Cupra

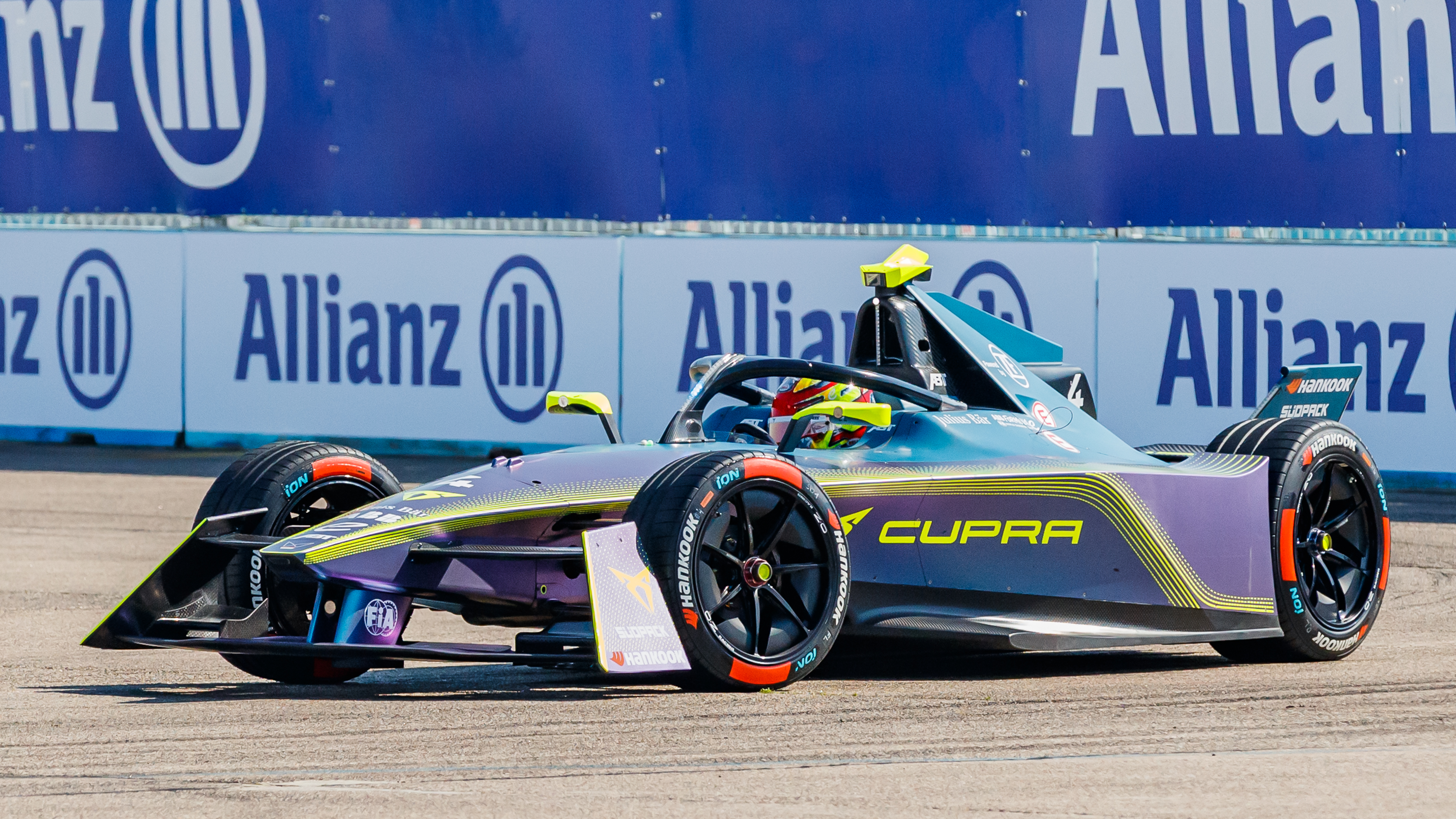
Frijns no ePrix de Berlim de 2023

Para a disputa da temporada de 2022–23, ele se transferiu para a equipe ABT CUPRA Formula E Team, para ser companheiro de Nico Müller. Mas uma lesão na mão na primeira corrida na Cidade do México o fez ser levado imediatamente ao hospital, onde o neerlandês se submeteu uma cirurgia de cinco horas para corrigir as fraturas na mão e no pulso. Com isso, Frijns teve que se ausentar das quatro rodadas seguintes, com Kelvin van der Linde o substituindo. Retornando à F-E na sexta rodada no ePrix da Cidade do Cabo, sua melhor exibição veio no molhado em Berlim. Frijns surpreendentemente colocou a máquina ABT CUPRA na pole, mostrando sua destreza em condições desafiadoras. Ele terminou o ano na 22ª posição com um melhor resultado em nono em Jacarta, e acabou vendo sua vaga na ABT ir para Lucas Di Grassi.

### Retorno à Envision

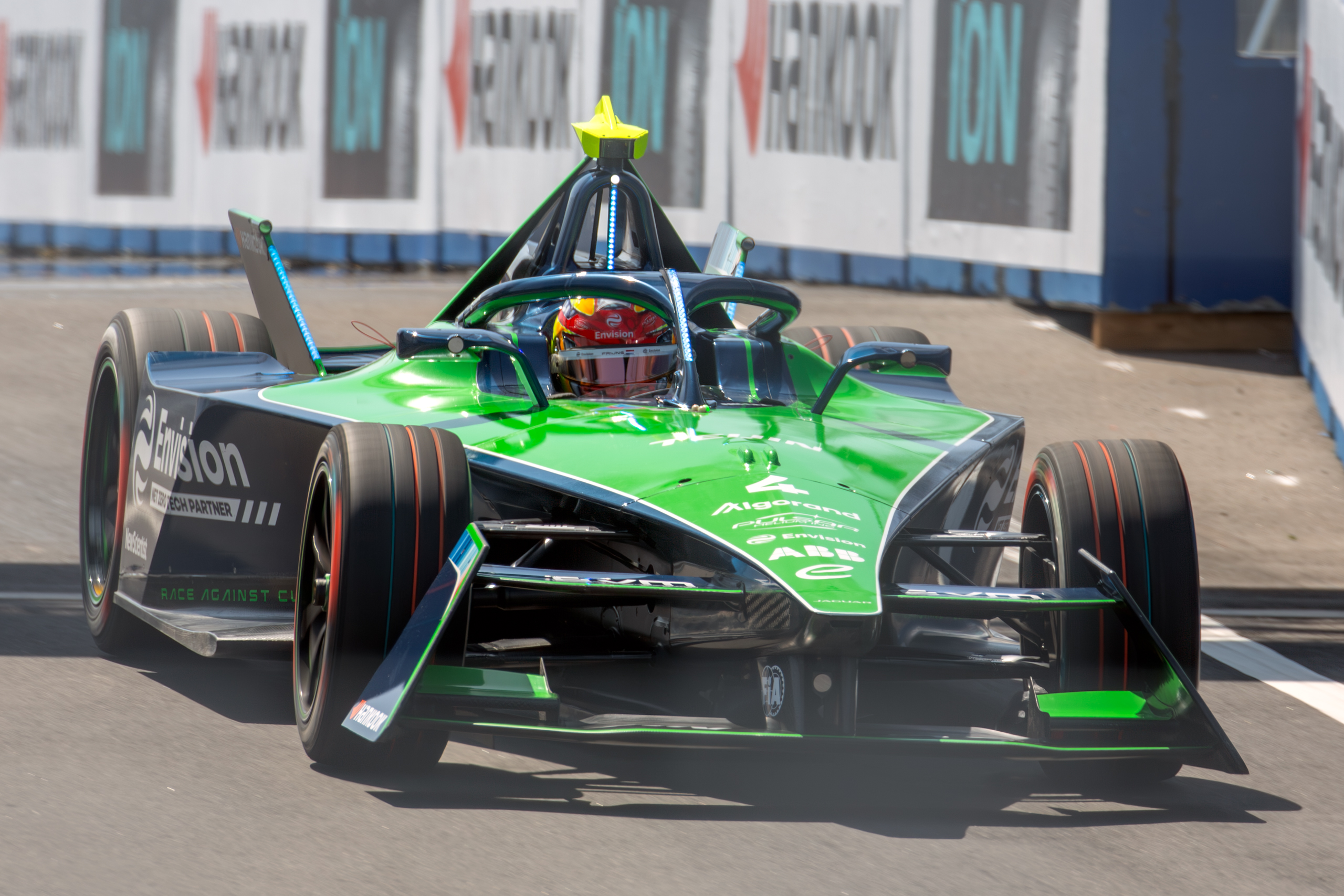
Frijns durante a classificação do ePrix de Tóquio de 2024

Frijns retornou para a equipe Envision Racing para a disputa da temporada de 2023–24, fazendo parceria com Sébastien Buemi e substituindo Nick Cassidy, que se transferiu para a Jaguar. Ele terminou o ano dentro do top 10, conquistando três segundos lugares, com dois deles sendo acompanhados pelo ponto de bônus da volta mais rápida em Portland. Embora Frijns tenha seguido sem vencer pela quinta temporada seguida, seus 66 pontos o colocaram na nona posição, com 13 pontos de vantagem sobre Buemi, o 11º colocado.
A dupla permaneceu com a equipe para a disputa da temporada de 2024–25. Porém, a corrida inicial em São Paulo não foi boa para Frijns, que teve que lidar com um problema em seu carro que o impediu de fazer a largada. O neerlandês só conquistou seus primeiros pontos na quinta rodada, em Miami, onde foi oitavo colocado. Ele pontuou em mais seis etapas, tendo como melhor resultado um sétimo lugar na corrida 1 de Londres. Frijns somou 23 pontos e finalizou a temporada na décima nona colocação, sendo superado por Buemi, 12º colocado, por 61 pontos. Com isso, em 14 de agosto de 2025, a Envision anunciou que Frijns deixaria a equipe.

## Mundial de Endurance
Em 21 de janeiro de 2021, a Team WRT anunciou que entraria com um Oreca 07 no Campeonato Mundial de Endurance da FIA pela classe LMP2, com Robin Frijns como um de seus pilotos. Mais tarde, foi anunciado que ele dividiria o carro com Charles Milesi e Ferdinand Habsburg. Após uma primeira corrida difícil, a equipe venceu as três últimas corridas, incluindo as 24 Horas de Le Mans de 2021, conquistando o Campeonato Mundial em sua estreia. Frijns estava ao volante do carro nas 24 Horas de Le Mans quando o carro irmão parou na volta final enquanto liderava a corrida. Posteriormente, ele herdou a liderança e conseguiu se defender do Oreca 07 de Tom Blomqvist e vencer a corrida por pouco mais de 7 décimos de segundo. Seu carro quase atingiu o responsável por dar a bandeirada final na corrida.

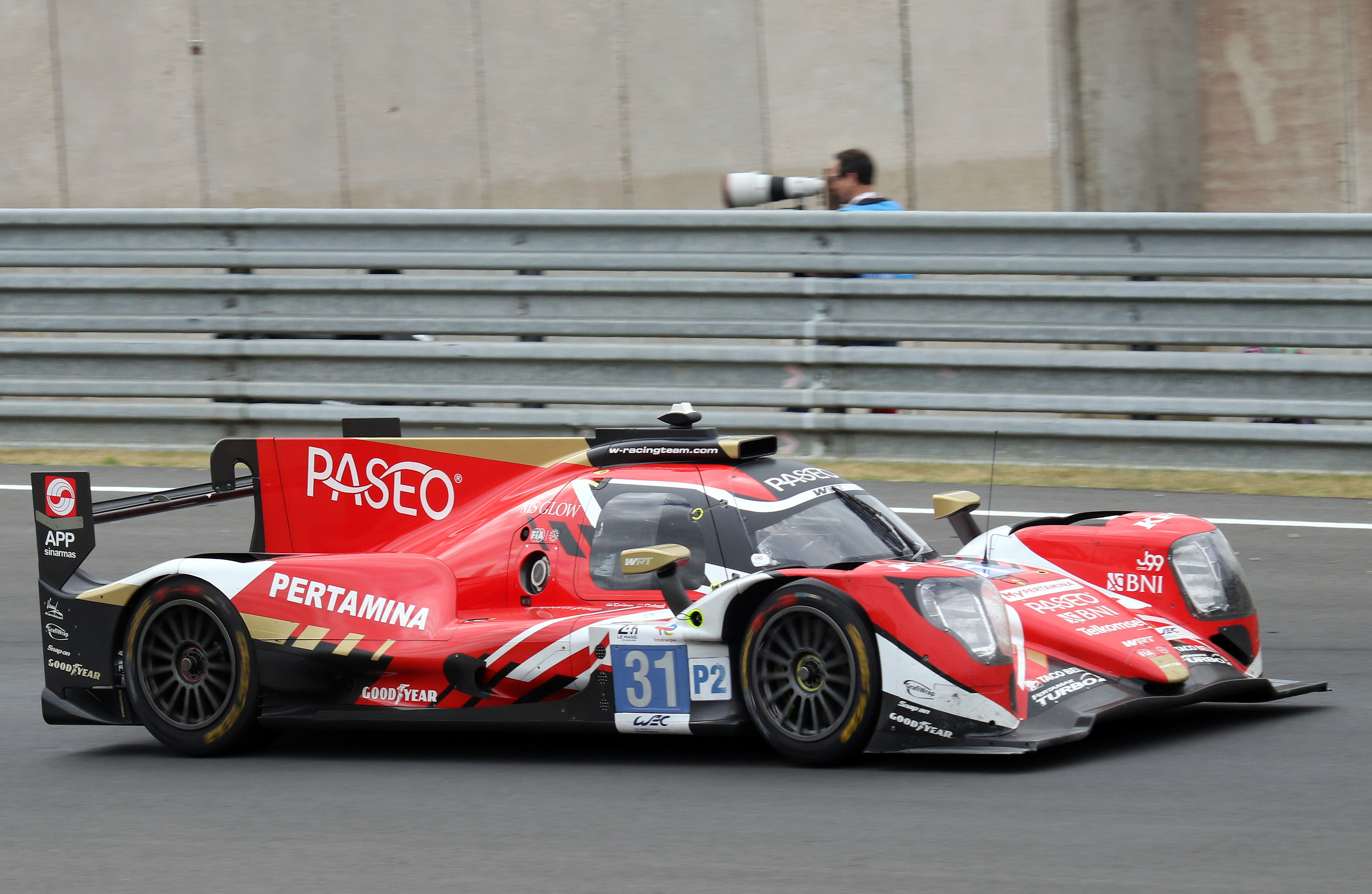
Carro de Frijns nas 24 Horas de Le Mans de 2022

Para a temporada de 2022, Frijns permaneceu na WRT, em parceria com René Rast e Sean Gelael. A temporada começou forte, pois após um segundo lugar nas 1000 Milhas de Sebring, Frijns e seus companheiros de equipe venceram as 6 Horas de Spa-Francorchamps, assumindo a liderança do campeonato no processo. No entanto, apesar do holandês ter conquistado a pole para as 24 Horas de Le Mans na rodada seguinte, a equipe seria forçada a se retirar da corrida após Frijns cair durante a 18ª hora. Outro revés veio nas 6 Horas de Monza subsequentes, já que um décimo segundo lugar significou que a equipe mais uma vez perderia pontos. Apesar de um forte final de temporada, no qual Frijns e seus companheiros conquistaram vitórias em Fuji, onde Frijns teve um problema com o rádio da equipe durante a segunda parte da corrida, o que significa que ele não conseguiu se comunicar com seu engenheiro, e no Barém, a parte intermediária sem pontos da campanha significou que a equipe perdeu o campeonato para Jota, terminando em segundo na classificação.
Frijns foi mantido pela WRT para a temporada de 2023 ao lado de Ferdinand Habsburg e Sean Gelael novamente. Uma temporada sem sorte se seguiu, já que o trio perdeu o pódio nas 24 Horas de Le Mans devido a um problema de suspensão, perdeu a vitória em Monza devido a uma rara falha do motor Gibson e teve que se contentar com o segundo lugar no Barém, onde um problema com a pistola de roda na parada final deixou Frijns em segundo - atrás do carro irmão vencedor do título. Frijns, Habsburg e Gelael terminaram em quarto lugar no campeonato no final do ano.

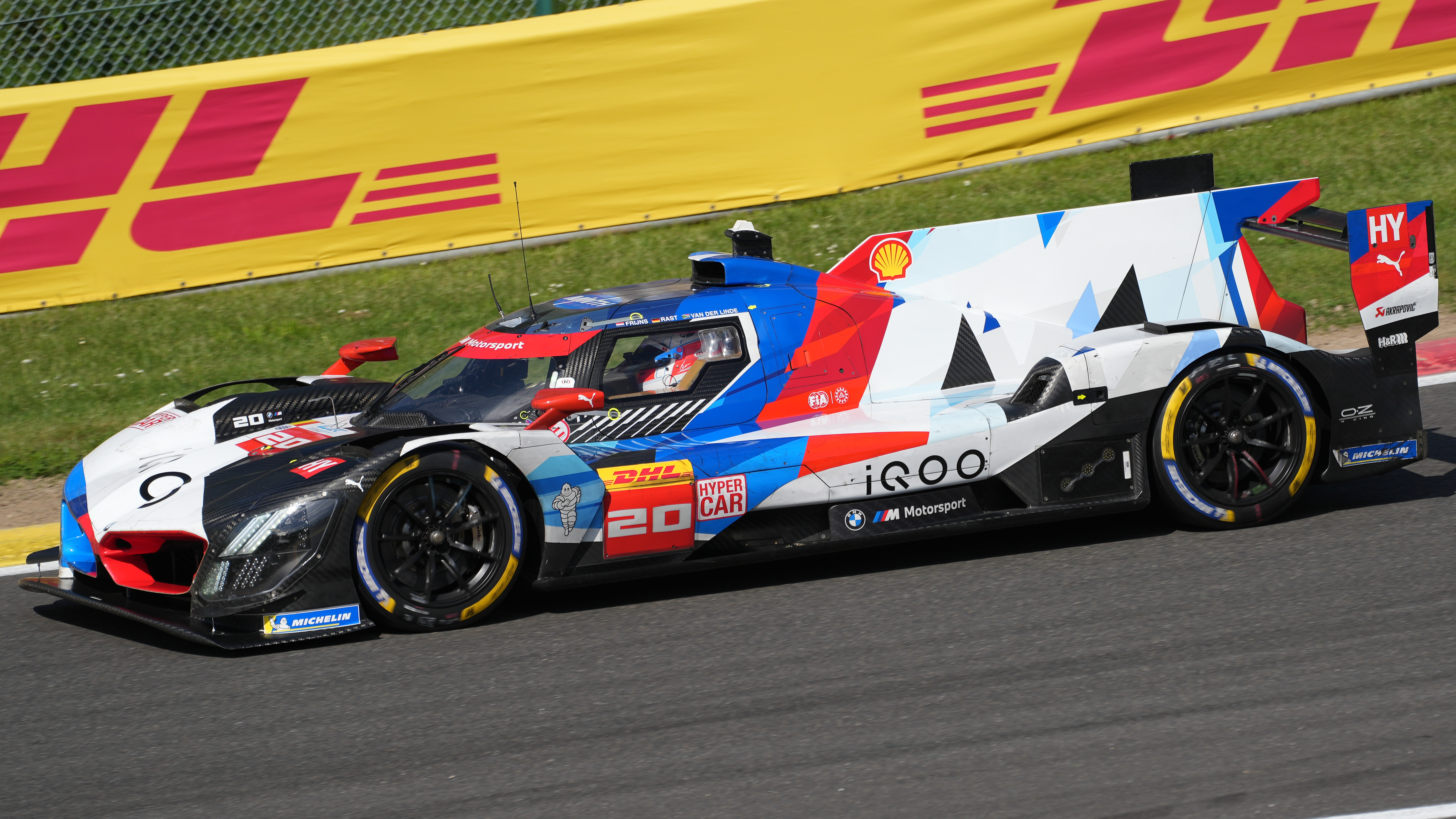
Carro de Frijns nas 6 Horas de Spa-Francorchamps de 2024

Em 2024, Frijns passou a ser piloto de fábrica da BMW, marcando seu retorno à marca em quinze anos, desde que competiu na Fórmula BMW. O neerlandês se transferiu para a classe Hypercar, correndo no carro da BMW M Team WRT número 20 ao lado de René Rast e Sheldon van der Linde. Eles só pontuaram no Catar e em Ímola, onde o trio alcançou o sexto lugar, seu melhor resultado do ano. Frijns e seus companheiros fecharam 2024 em 27º, com dez pontos.
Frijns, Rast e Van der Linde voltaram ao carro 20 da BMW M WRT em 2025, com o neerlandês inicialmente programado para fazer todas as corridas da temporada, mas em julho, Frijns abriu mão de participar das 6 Horas de São Paulo, priorizando seus compromissos com a Fórmula E. Sua vaga foi ocupada por Marco Wittmann. Ao lado de seus companheiros do carro 20, Frijns conquistou seu primeiro pódio do ano ao ser segundo colocado nas 6 Horas de Ímola.